# Renata Ávila Pinto
Pour les articles homonymes, voir Ávila (homonymie) et Pinto.
Renata Ávila Pinto, née le 1er janvier 1981, est une avocate et militante guatémaltèque spécialisée dans la technologie et la propriété intellectuelle. Elle est porte-parole et fait partie de l'équipe qui défend Julian Assange et WikiLeaks, sous la direction de Baltasar Garzón. Depuis 2018, elle est directrice exécutive de l'Intelligent Citizenship Foundation, basée au Chili et au Brésil.
Elle est une défenseuse de survivants du génocide et d'autres violations des droits de l'homme au Guatemala. Elle fait partie de l'équipe juridique dirigée par l'avocate espagnole Almudena Bernabeu dans l'affaire Rigoberta Menchú contre Efraín Ríos Montt.
Renata Ávila prône et défend la culture libre, fait partie du conseil d'administration de Creative Commons et est également membre du conseil d'administration du Mouvement pour la démocratie en Europe 2025 (DiEM25), une initiative paneuropéenne lancée par l'ancien ministre des Finances et économiste grec Yanis Varoufakis, qui vise à démocratiser l'Union européenne.

## Biographie

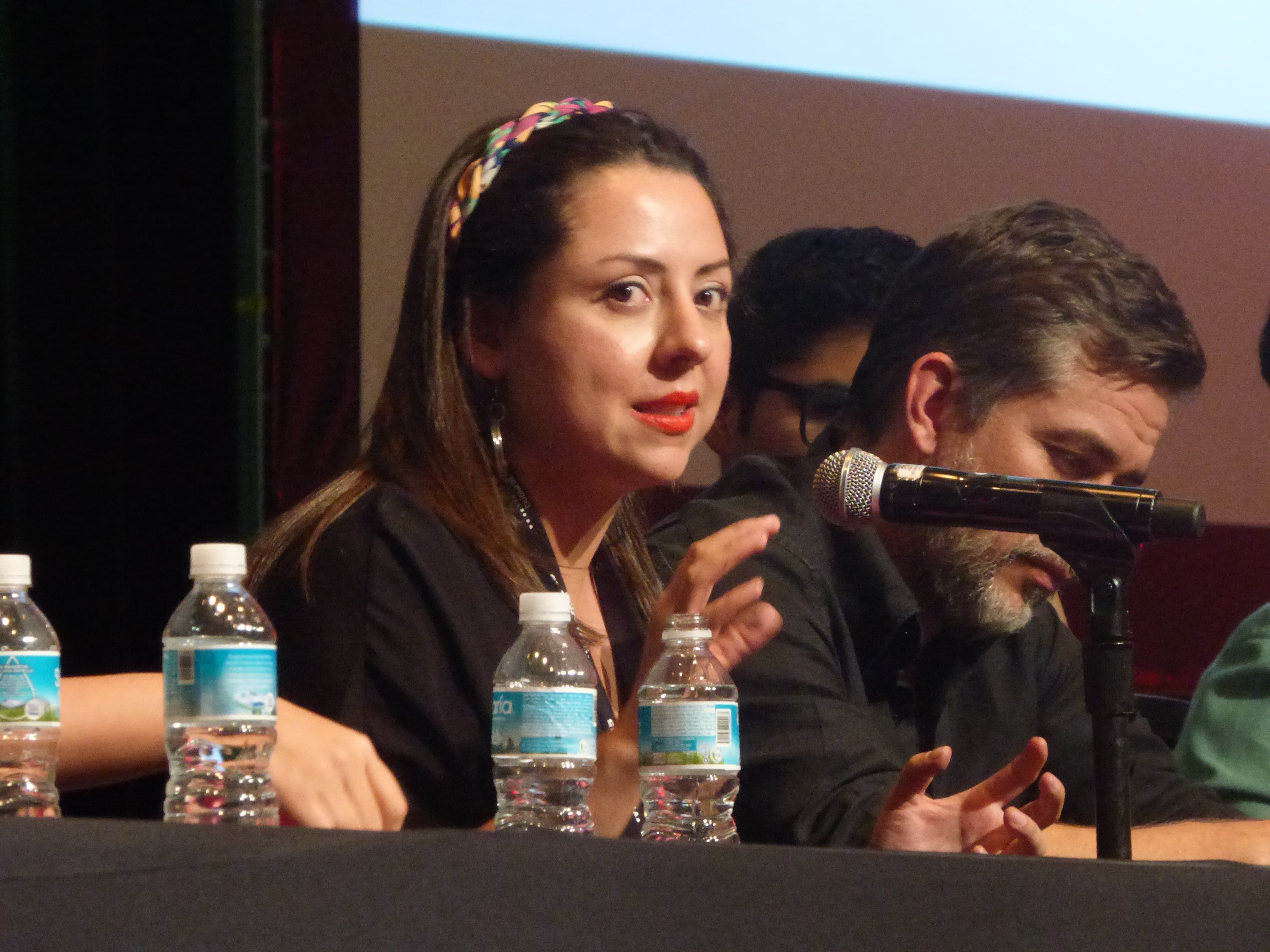
Au Panel sur les libertés Internet en Amérique latine en 2015

Renata Ávila Pinto, née en 1981, est titulaire d'une licence en droit de l'université Francisco Marroquín au Guatemala et d'une maîtrise en droit de l'université de Turin, ainsi que d'études en droit international à La Haye.
Elle fait partie de l'équipe juridique internationale qui représente les victimes de génocide et d'autres crimes contre l'humanité dans l'affaire de leur extradition, devant la Cour nationale d'Espagne, y compris l'éminent chef autochtone et lauréat du prix Nobel de la paix Rigoberta Menchú. Elle est également conseillère juridique auprès de divers lanceurs d'alerte et journalistes, aux côtés de l'avocat Baltasar Garzón .
En tant que militante des droits numériques, elle dénonce la détérioration de la neutralité du net, la surveillance de masse et les atteintes à la liberté d'expression sur Internet. Pendant cinq ans, elle est conseillère en chef des droits numériques à la World Wide Web Foundation. Avec le fondateur Tim Berners-Lee, elle dirige la campagne Web We Want, promouvant le respect des droits de l'homme à l'ère numérique dans plus de 75 pays. Elle est actuellement directrice exécutive de la Intelligent Citizenship Foundation chilienne, une organisation qui promeut l'ouverture des données et leur utilisation en faveur de la société dans l'Amérique latine.
Renata Ávila est membre du conseil d'administration de Creative Commons, une organisation internationale qui prône la connaissance ouverte et la culture libre, et administratrice de la Fondation Courage. Elle est également membre du comité consultatif de Decode et auprès du projet Data Activism de l'université d'Amsterdam. Elle fait partie du collectif de coordination de DiEM25, qui explore le potentiel des technologies décentralisées en Europe.
Elle écrit pour des médias et des sites tels que eldiario.es, Global Voices et openDemocracy, ainsi que pour diverses publications universitaires et pour des périodiques internationaux. Elle apparaît dans les documentaires ForEveryone.Net (2015), Risk (2016) et Hacking Justice (2017).
Le livre Women, Whistleblowing, Wikileaks: A Conversation, qu'elle co-écrit avec Sarah Harrison et Angela Richter, a pour sujet les femmes qui ont joué un rôle actif dans WikiLeaks, mais qui n'ont pas eu une couverture médiatique proportionnée à leur action.
En 2014, elle est l'une des participantes à la création du cadre brésilien des droits civils pour Internet afin de mettre en œuvre une législation visant à protéger la neutralité du net.

## Publications
- Mapping Digital Media: Guatemala[14], avec Alejandra Gutiérrez Valdizán, Open Society Foundations, 2014.
- Femmes, dénonciation, WikiLeaks: Une conversation, avec Sarah Harrison et Angela Richter, OU Livres  (ISBN 9781682191170), 2017.